# Миро Церар
Мирослав «Миро» Церар-молодший (словен. Miroslav «Miro» Cerar ml.; нар. 25 серпня 1963, Любляна, СФРЮ (Словенія)) — словенський юрист, викладач та політик, прем'єр-міністр Словенії (2014—2018).

## Життєпис
Син гімнаста й олімпійського атлета Мирослава Церара та полічної діячки й адвокатки Зденки Церар.
Отримав ступінь з юриспруденції, був викладачем в Університеті Любляни, де він був призначений професором. Викладає філософію і теорію права. Був юридичним радником у національному парламенті і в державних і приватних установах.
2 червня 2014 заснував нову політичну партію свого імені (Партія Миро Церара), щоб узяти участь у дострокових парламентських виборах, після падіння уряду Аленки Братушек. Партія швидко стала отримувати високі рейтинги в опитуваннях — у тому числі в дослідженні, опублікованому за два тижні перед виборами понад 40 % респондентів висловилися на користь Миро Церара як прем'єр-міністра країни. На голосуванні 13 липня 2014 партія посіла перше місце, отримавши 34,6 % голосів і 36 місць у Державних зборах.
26 серпня 2014 парламент призначив його на посаду прем'єр-міністра, 18 вересня 2014 парламент офіційно затвердив його прем'єр-міністром. Голосування в парламенті підтримали 54 депутати.